# Municipio de Morales
Municipio de Morales är en kommun i Guatemala.   Den ligger i departementet Departamento de Izabal, i den östra delen av landet, 200 km nordost om huvudstaden Guatemala City. Antalet invånare är 85 469.